# 치경 충격음
치경 충격음은 충격음의 한 종류이다. 국제음성 기호에는 확장 IPA에 속하며, 기호는 ¡이다. 또다른 충격음은 양치 충격음(ʭ), 양순 충격음(ʬ)이 있다.

## 특징
혀끝을 아래로 때리면서 내는 충격음이다.

## 확장 IPA 목록
- 설측음화 무성 치경 마찰음 ʪ
- 설측음화 유성 치경 마찰음 ʫ
- 무성 권설 설측 마찰음 ꞎ
- 유성 권설 설측 마찰음 l / +ᶚ
- 무성 설측 경구개 마찰음 
- 무성 설측 연구개 마찰음 
- 무성 연구개 인두 마찰음 ʩ
- 무성 연구개 인두 전동음 유니코드 미등록
- 무성 인두 파열음 Q

## 같이 보기
- 국제음성기호